# Lac Kara-Suu
 (juin 2020).
Le lac Kara-Suu (kirghize : Карасуу) est un lac de roche endiguée situé dans le district de Toktogul, dans la province de Djalal-Abad, au Kirghizistan. Il est situé à une l'altitude de 2022 m dans le lit de la rivière Kara-Suu, affluent droit de la rivière Naryn